# Raidzsin
Raidzsin (雷神) a villám, villámlás és a vihar ijesztő kinézetű istene a sintó vallásban, a japán mitológiában. Testvérével, Fudzsinnal együtt felelősek a borús, rossz időjárásért Japánban. Országszerte megtalálhatóak mindkét istennek a szobrai. Raidzsint Izanami és Izanagi - két főisten a sintó vallásban - nemzette, miután megteremtették Japánt.

## Neve
A neve a japán rai szóból(雷, "villám") és az „isten” vagy "kami" (神 shin).  Az alábbi neveken ismeretes még:
- ·Raiden-szama: rai  (雷, villám), den (電, villámlás), és -szama (様, egy japán tiszteletet implikáló névutó, mesterként fordítható le)
- ·Jakusza no ikazucsi no kami: Jakusza (八, nyolc) és ikazucsi (雷, villám) és kami (神, szellem vagy lény)
- ·Kaminari-szama: kaminari (雷, villám) és -szama (様, mester)
- Narukami: naru (鳴, villámló/guruló) és kami (神, szellem vagy lény)[1]

## Külseje
Raidzsin legtöbbször nagy, muszkuláris alakként van ábrázolva, ijesztő arccal. Általában doboló, démonszerű lényként mutatkozik, aki villámot készít. A dobját legtöbbször a tomoe szimbólum díszíti. Bizonyos szobrászok kerek- telthassal formálják meg az istenséget. Esetenként szarvval, másszor vad, felálló hajjal testesítik meg. Rengeteg képen Raidzsinnak három-három ujja van a kezein. A három ujj a múltat, jelent, és a jövőt jelképezi. Előfordul, hogy vörös bőrt kölcsönöznek az istenségnek. Ám minden esetben kétségkívül démoni alakot ölt.  Hasonló, ámbár nem összetéveszthető testvérével, mivel Fudzsin egy zsáknyi szelet hord mindig magával, Raidzsinnál pedig kalapácsok találhatóak, őt pedig dobok veszik körül. Japánban némely helyeken Raidzsin egy szalmakalapos csuhás ember alakját ölti fel.Korai írásos emlékek szerint kígyóként, vagy gyermekként jelenik meg a villámisten.

## Eredete
Rájdzsin édesanyja, Izanami halála után született meg. A halálát a tűz istenének a születése okozta. Miután alászállt az alvilágba, férje utánament. Egy kettejük közti félreértés után Izanagi elszökött, felesége pedig Rájdzsint küldte utána hogy megtalálja és visszahozza.  Ő jelképezi más istenek mellett Japán egyik szigetét, és a legenda szerint ott is tartózkodik. Testvérével együtt folyton az egek urának címéért harcolnak.
Rájdzsin ijesztő jelleméhez tartozott az a közhiedelem, hogy rizsültetéskor a villám hangja katasztrófákat okozhat később. Ennek elkerülése érdekében végezték el a kandachioit, egyfajta démonűző rítust, ahol félbevágnak egy bambuszt, vagy összeillesztenek kaszapengéket egy bambusz tetején.

## Legendák és hiedelmek
A legnagyobb történelmi forrás Rájdzsin jótékony mivoltával kapcsolatosan a Hejan-korhoz köthető. Itt fonódik össze a villámisten, a bosszúálló halott szellemek és a gorjó kult. Miután Rájdzsin követői befogadták a kult tanításait, elterjedt az a közhit Kiotó lakosai között, hogy a villámcsapások a gorjó átkát hordozzák. Ebbe belekeveredett később Szugavara no Micsizane jogtalanul elítélt udvaronc és költő bosszúálló szelleme, és így megszületett Karaj Tendzsin tűz- és villámisten kultja (később pedig az istenséggé vált Micsizane , Tenman tendzsin kultja).
Régmúlt korszakok idején a villámlást a villámisten dühöngésének tudták be, a villámcsapást pedig az ideiglenes megtestesülésének.
A földművelők és Rájdzsin közeli viszonyának egyik bizonyítéka, hogy a villámlás szavaiban, inazumában (稲妻) és inabikariban (稲光) megtalálható az ina elem, ami a rizs szárra utal. Továbbá az a hiedelem, miszerint villámcsapás helyén ha frissen vágott bambuszt és shimenawa  kötelet állítanak fel, akkor azon a helyen bőséges lesz a termés, még jobban megerősíti a tényt, ami szerint Rájdzsin a mezőgazdaság és a víz isten.
Amikor a mongolok Kublaj Kán vezetésével megpróbálták leigázni Japánt 1274-ben és 1281-ben, mindkét esetben kudarcot vallottak a hadsereget szétverő tájfunok miatt. Ez a természeti jelenség csodával határos módon pontosan akkor jelent meg, mikor a japánoknak szüksége volt rá. Ezért tulajdonították a tájfunokat Rájdzsin erejének, aki segíteni akarta a szigetország lakóit.
Néhány japán szülő a mai napig óva inti a gyerekeit, hogy rejtsék el a köldöküket zivatar idején. Ez abból a népmeséből ered, mely szerint Rájdzsin időnként megeszi a gyermekek köldökét vagy hasát, ezért kell elbújniuk villámlás idején.

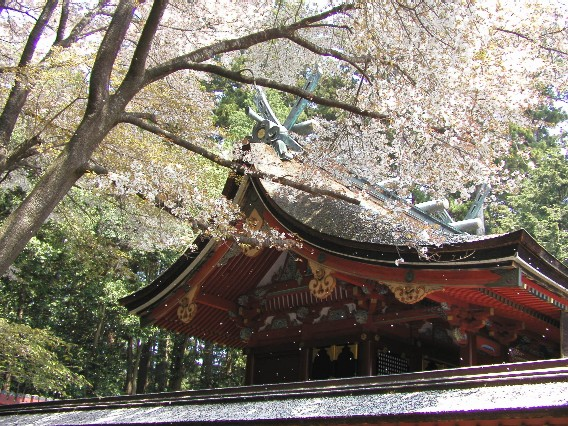
Siogama szentély

## Templomi szentélyek

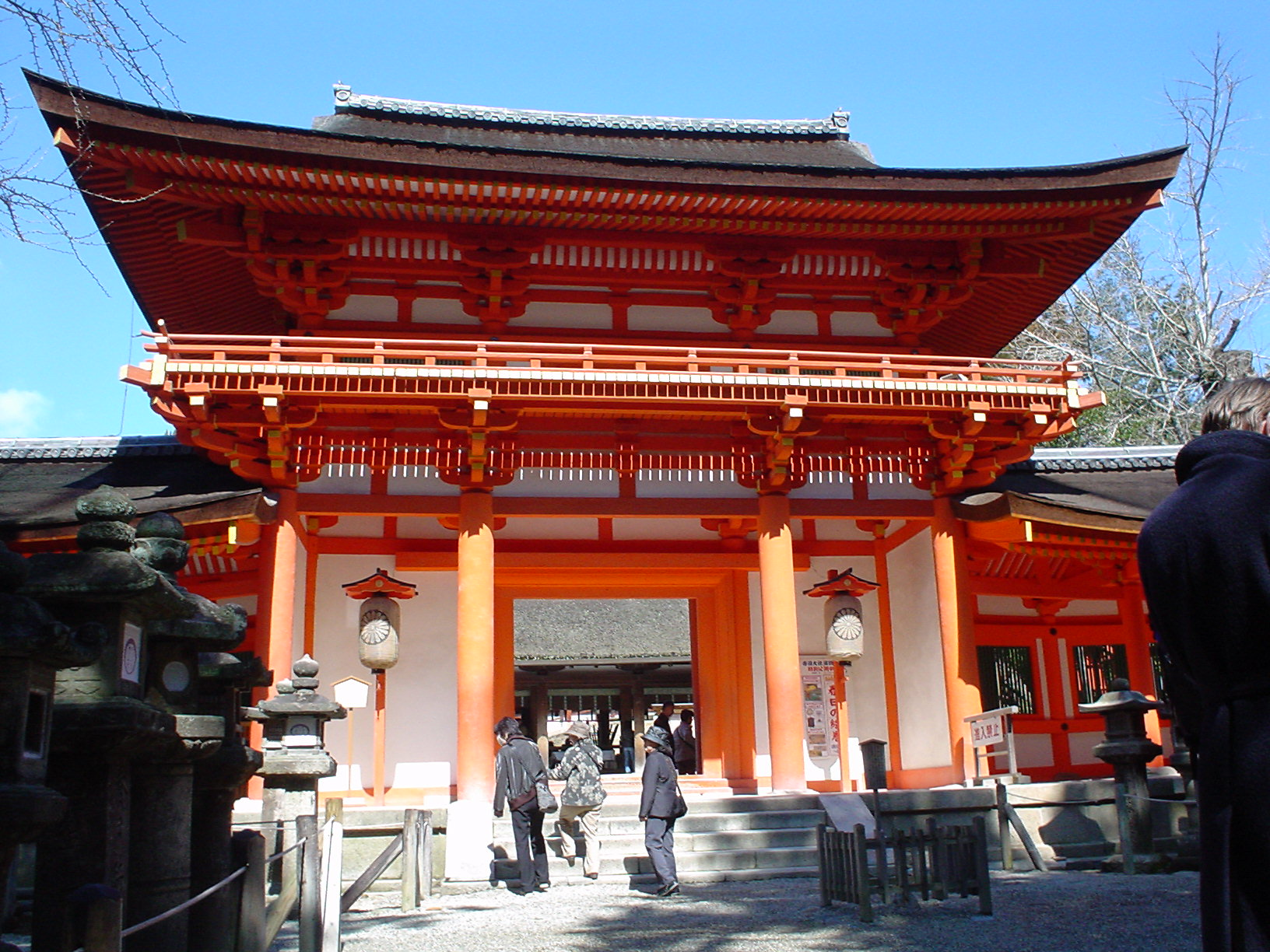
Kaszuga tajsó kapuja

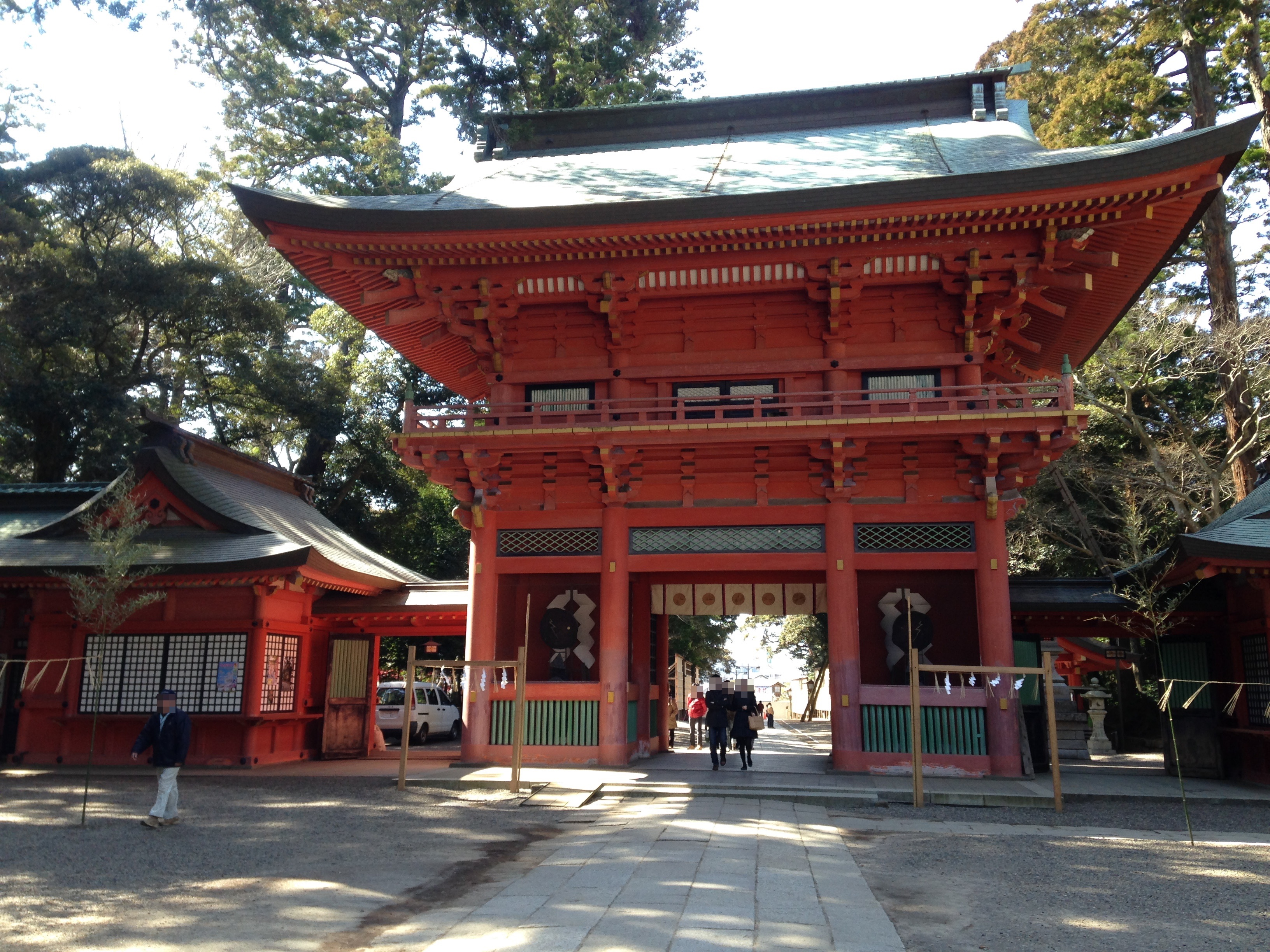
Kasima szentély kapuja

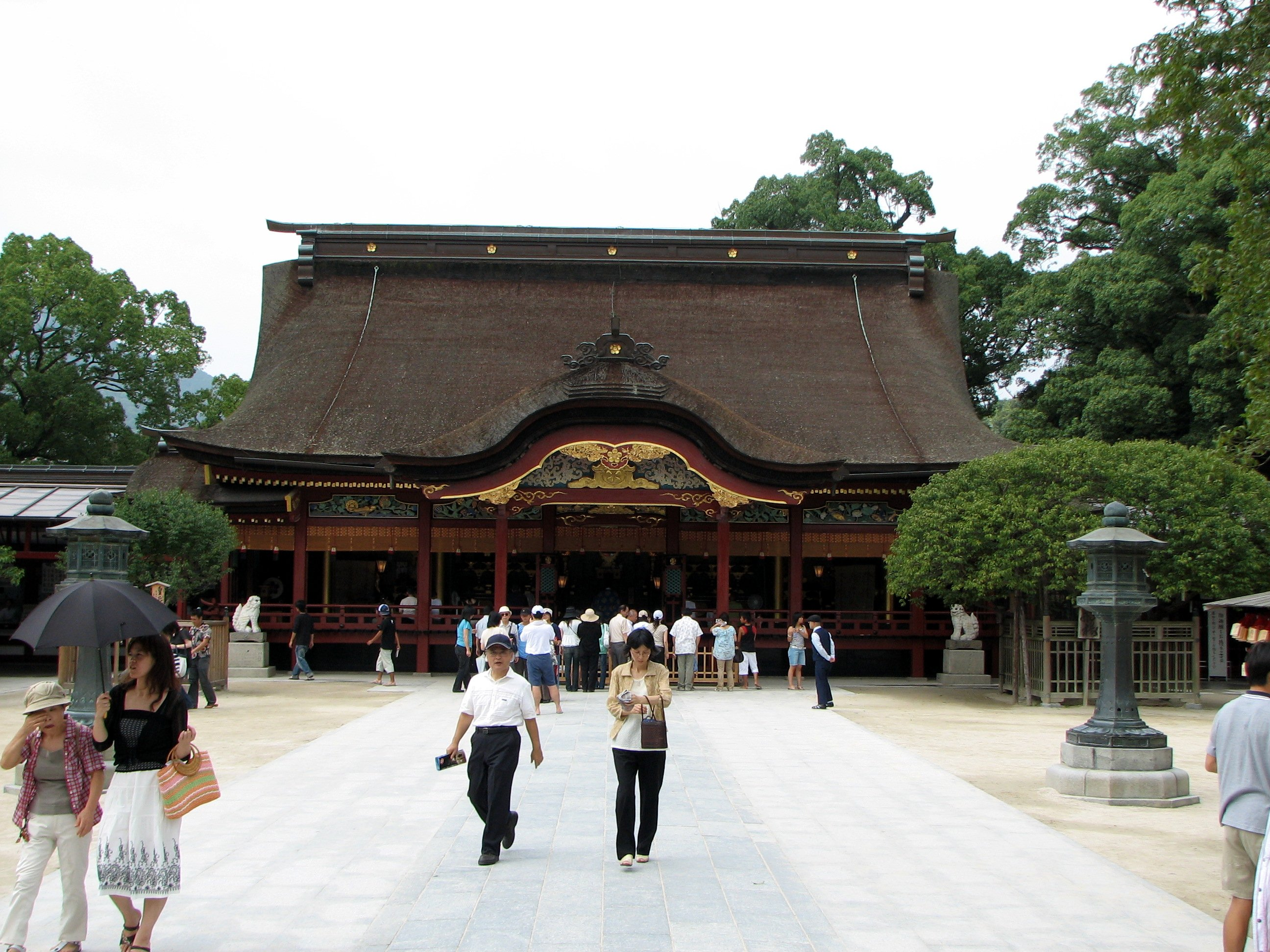
Dazaifu Tenmagu szentély

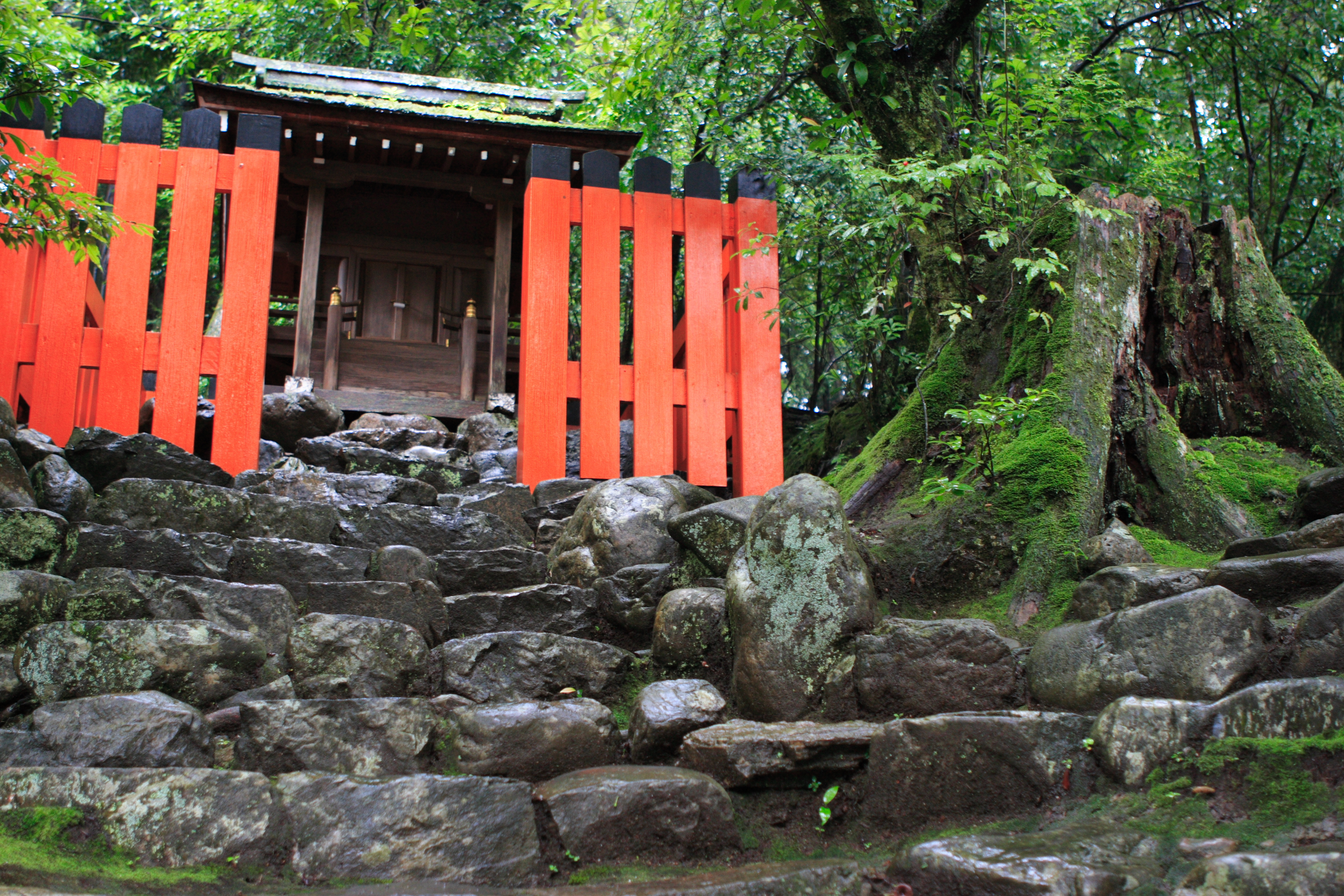
- Kamigamo szentély

- Kamigamo Szentély
- Tenmangu szentély
- Kasima szentély

- Kaszuga Tajsa
- Siogama szentély
- Rajden szentély
- Fuji szentély (zárt)

## Más vallások villámistenei
Ishukuru/ Ishkur- sumériai villámisten
Adad/Hadad- mezopotámiai villámista
Baal- egyiptomi villámisten
Indra- hinduista villám, eső- és folyóisten
Zeusz- görög villámisten
Jupiter- római villámisten
Thor- skandináv villámisten
Lei Gong (Kínai: 雷公; pinjin: léigōng)- taoista lény, aki a villámmal bünteti a gonosztevőket

## Fordítás
- Ez a szócikk részben vagy egészben  a(z)   雷神 című japán Wikipédia-szócikk fordításán alapul.  Az eredeti cikk szerkesztőit annak laptörténete sorolja fel. Ez a jelzés csupán a megfogalmazás eredetét és a szerzői jogokat jelzi, nem szolgál a cikkben szereplő információk forrásmegjelöléseként.